# Sorocea macrogyna
Sorocea macrogyna är en mullbärsväxtart som beskrevs av Loinj. och Boer. Sorocea macrogyna ingår i släktet Sorocea och familjen mullbärsväxter. Inga underarter finns listade i Catalogue of Life.